# Kemanesz
A kemanesz egy vonós hangszer, az újkori vonós líracsalád rokona, elsősorban görög területeken használják.
Hat húrral rendelkezik és a fogólapja alatt másik hat együttrezgő húr található. Érdekes, hogy míg a rokonhangszerének, a gadulkának a teste más, mint a kemaneszé, úgy a burdontechnika alkalmazása mind a két hangszernél jelen van, és mégis a gadulkát is kemanesznek nevezik bizonyos területeken.
Nagyon közeli rokona a pontoszi líra.